# حازم كمال الدين (كاتب)
حازم كمال الدين (وُلد في بابل بالعراق عام 1954) هو كاتب مسرحي ومخرج ومترجم وروائي عراقي.

## الحياة المُبكّرة والتعليم
درسَ حازم كمال الدين في أكاديمية الفنون الجميلة في بغداد بدولة العراق. في أواخر السبعينيات هرب كمال الدين من العراق بعد أن تعرض للتهديد والاعتقال والتعذيب، كما قدم مسرحية ساخرة حُكم عليه فيها بالإعدام. جاء إلى بلجيكا وأصبح قائدًا فنيًا لشركتين هما Woestijn '93 Desert '93 وCactusbloem. كان كمال الدين عضوًا في مجلس إدارة شركة PEN Flanders من 2016 إلى 2018. يعيشُ ويعمل حاليًا في أنتويرب بدولة بلجيكا.

## الجوائز
- في عام 2014 حصل حازم كمال الدين على جائزة أفضل كاتب مسرحي للعام من قبل معهد المسرح العربي.[25][26][27][28]
- في عام 2016 تم ترشيح روايته «مياه متصحّرة» للجائزة العالمية للرواية العربية.[29][30][31][32]

## قائمة أعماله
الروايات
هذه قائمةٌ بأبرز أعمال الكاتب العراقي حازم كمال الدين:
- 2014 كاباريه عربي كاباريهت[36][37]
- 2016 مياه متصحرة[38]
- 2016 جمالٌ يضجّ بداخلي حتى مماتي، في هولندا (2016)[39]
- 2019 مروج جهنم[40]
- 2020 الوقائع المربكة لسيدة النيكروفيليا[41]
- 2022 من أحوال داليا رشدي
- 2024 الوريث[42]

الترجمات
هذه قائمةٌ بأبرز ترجمات حازم كمال الدين:
- 2019 مسرح، ثلاث مونولوجات لممثل، ليان فابره، من الهولندية إلى العربية [46]
- 2020 شعر، تأيف آن ماري إستور، من الهولندية إلى العربية [47]

الإنتاج المسرحي (كمؤلف)
- 1994-1995 زرقة الرماد Blauw van as[48]
- 1995-1996 ظلال تحت الرمال Les ombres dans le sable)[49]
- 1996-1997 أرداف تفكّر Heupen مع Hersens[50]
- 1997-1998 طبقات الصمت الموسيقية Gamma van stilte[51]
- 1998-2000 ساعات الصفر[52]
- 1999-2000 هيت أووج فان دي دادل
- 1999-2000 بيجنبوم[53]
- 2001-2002 Foto's in de Storm][54]
- 2003-2004 بالينغ
- 2003-2004 شريف[55]
- 2003-2004 العدادة[56]
- 2009-2010 عند مرقد السيدة[57]